# Diatomovora jacki
Diatomovora jacki är en plattmaskart som beskrevs av Hooge och Tyler 2008. Diatomovora jacki ingår i släktet Diatomovora och familjen Isodiametridae. Inga underarter finns listade i Catalogue of Life.